# Tetraponera fulva
Tetraponera fulva é uma espécie de formiga do gênero Tetraponera, pertencente à subfamília Pseudomyrmecinae.